# Pavetta naucleiflora
Pavetta naucleiflora là một loài thực vật có hoa trong họ Thiến thảo. Loài này được R.Br. ex G.Don mô tả khoa học đầu tiên năm 1834.